# Eleição municipal de Pelotas em 1935
A Eleição municipal de 1935 em Pelotas ocorreu em 17 de Novembro de 1935, e teve por objetivo eleger prefeito e vereadores para o termo que se iniciou em 2 de janeiro de 1936 e deveria se concluir em 1939. No entanto, com o advento do estado novo, a legislatura da câmara foi interrompida a 10 de novembro de 1937.

## Contexto
Getúlio Vargas, então principal nome do Partido Republicano Riograndense (PRR), era Presidente do Brasil desde a Revolução de 1930. Até então, o PRR era praticamente uníssono na política gaúcha da República Velha. No entanto, no contexto da Revolução Constitucionalista, o PRR se desmembra em dois partidos: um maioritário e ainda fiel ao Varguismo, o Partido Republicano Liberal (PRL) e outro minoritário de caráter oposicionista ao governo federal, a Frente Única (FU). Ainda se via a ascensão de movimentos de contexto internacional, como o comunismo liderado nacionalmente por Luis Carlos Prestes e o nacionalismo fascista liderado por Plínio Salgado.
No contexto municipal, Augusto Simões Lopes foi nomeado prefeito de Pelotas pelo governador do estado em 1932, após a conclusão do mandato de João Py Crespo e pouco antes da Revolução Constitucionalista e da cisão do PRR, permanecendo como intendente até a sua posse na Assembleia Nacional Constituinte. Para o seu lugar, foi nomeado Joaquim Assunção Júnior, ligado ao PRL, que permaneceu no cargo até ser demitido pelo governador em 1934 devido à um impasse envolvendo a prisão de correligionários insatisfeitos com a sua política orçamentária. Com isso, Sílvio Barbedo, também do PRL, foi nomeado prefeito da cidade. 
Com a conclusão da Constituição Federal de 1934, se determinou a realização de eleições diretas para as câmaras municipais, facultando aos municípios a realização de pleito direto para prefeito ou pela eleição indireta do mesmo pelos vereadores eleitos. A Constituição Estadual de 1935 no Rio Grande do Sul determinou a eleição direta para prefeitos juntamente com a eleição dos vereadores e fixou a data do primeiro pleito para 17 de novembro de 1935.

## Resultados

### Prefeito
| Turno único 17 de novembro de 1935 | Turno único 17 de novembro de 1935 | Turno único 17 de novembro de 1935 | Turno único 17 de novembro de 1935 | Turno único 17 de novembro de 1935 |
| Candidatos                         | Candidatos                         | Votos                              | Votos                              | %                                  |
| ---------------------------------- | ---------------------------------- | ---------------------------------- | ---------------------------------- | ---------------------------------- |
|                                    | Sílvio Barbedo (PRL)               | 6.662                              | 7.956                              | 61,8 / 100,0                       |
|                                    | João Py Crespo (FU)                | 3.576                              | 4.058                              | 33,2 / 100,0                       |
|                                    | Moesias Rolim (LEP)                | 490                                |                                    | 4,6 / 100,0                        |
|                                    | Dario Bitencourt (Integralistas)   | 51                                 |                                    | 0,5 / 100,0                        |

### Câmara de Vereadores
| Resumo (por partido)                                                                      | Resumo (por partido)        | Resumo (por partido) | Resumo (por partido) | Resumo (por partido) | Resumo (por partido) |
| ----------------------------------------------------------------------------------------- | --------------------------- | -------------------- | -------------------- | -------------------- | -------------------- |
|                                                                                           |                             |                      |                      |                      |                      |
| Partido                                                                                   | Partido                     | Votos                | Vereadores           |                      |                      |
|                                                                                           | Partido Republicano Liberal | 6.134                | 6 / 9                |                      |                      |
| Assunção Jorge Camilo Pires Carlos Minuto Fernando Soares Frederico Tessmann Nelson Viana | —                           | —                    |                      |                      |                      |
|                                                                                           | Frente Única Gaúcha         | 3.783                | 3 / 9                |                      |                      |
| Bruno Lima Pedro Luiz Osorio Vitorino Menegotto                                           | —                           | —                    |                      |                      |                      |
|                                                                                           | Liga Eleitoral Proletária   | 554                  | 0 / 9                |                      |                      |
|                                                                                           | Integralistas               | 73                   | 0 / 9                |                      |                      |